# 泰尼·邦罕
厄尼斯特·愛德華·「泰尼」·邦罕（英語：Ernest Edward "Tiny" Bonham，1913年8月16日—1949年9月15日），為前美國職棒大聯盟的投手。生涯效力過洋基與海盜兩隊。

## 職業生涯
邦罕在1935年開始在小聯盟打球，到了1940年，先發投手疲弱的洋基決定升上邦罕。1941年世界大賽，邦罕在第五場投出4安打的完投勝，幫助洋基拿下世界大賽冠軍。
1942年，邦罕拿下美聯次高的21勝，並投出6次完封勝。他也首度入選明星賽。他在世界大賽第2場吞下敗投，最後洋基輸給紅雀無緣奪冠。
1943年，邦罕再次入選明星賽。不過他在世界大賽的運氣還是差了一點，但最後洋基依舊順利拿下世界大賽冠軍。
1944年，邦罕短暫入伍。而他在洋基後期因受到背部傷勢的困擾導致表現不如預期，最後他在1947年被交易到海盜。儘管如此，他仍在海盜維持3年不錯的成績。
1949年，邦罕在1勝4敗後拿下6連勝。然而他在9月15日進行闌尾切除術和胃部手術時卻因手術失敗而意外去世，享年僅36歲。

## 生涯投球成績
| 勝投 | 敗投 | 防禦率 | 出賽場次 | 先發 | 完投 | 完封 | 投球局數 | 安打 | 失分 | 自責分 | 全壘打 | 保送 | 三振 | 暴投 | 觸身球 |
| ---- | ---- | ------ | -------- | ---- | ---- | ---- | -------- | ---- | ---- | ------ | ------ | ---- | ---- | ---- | ------ |
| 103  | 72   | 3.06   | 231      | 193  | 110  | 21   | 1551.0   | 1501 | 580  | 528    | 117    | 287  | 478  | 4    | 9      |

## 外部連結
- 球員資訊和成績在MLB ，ESPN，Retrosheet ，Baseball Reference ，Baseball Reference (Minors) ，Fangraphs，The Baseball Cube （英文）